# Strontiumiodid
Strontiumiodid (auch Strontium(II)-iodid) ist das Iodid des Erdalkalimetalls Strontium. Die Summenformel lautet SrI2.

## Darstellung
Strontiumiodid kann durch Reaktion von Strontiumcarbonat mit Iodwasserstoff dargestellt werden.
{\displaystyle \mathrm {SrCO_{3}+2\ HI\longrightarrow SrI_{2}\ +H_{2}O+CO_{2}\uparrow } }

## Eigenschaften
Es ist ein weißer, kristalliner, gut wasserlöslicher Feststoff, der sich in einem Bereich von 507 bis 645 °C verflüssigt und bei 1773 °C zersetzt wird. Die Verbindung ist hygroskopisch und verfärbt sich an der Luft gelblich. Bei hohen Temperaturen und Anwesenheit von Luft zerfällt die Verbindung komplett zu Strontiumoxid und elementarem Iod.
{\displaystyle \mathrm {2\ SrI_{2}+O_{2}\longrightarrow 2\ SrO+2\ I_{2}} }
Es existieren verschiedene Hydrate des Strontiumiodids. Das Hexahydrat SrI2 · 6 H2O gibt bei 383 K im Stickstoffstrom vier Moleküle Kristallwasser ab und geht in das Dihydrat SrI2 · 2 H2O über.
| Kristallstruktur und Gitterkonstanten der Hydrate von Strontiumiodid |              |                |                           |         |        |        |   |   |
| Bezeichnung                                                          | Formel       | Kristallsystem | Raumgruppe                | a [pm]  | b [pm] | c [pm] | β | Z |
| Anhydrat                                                             | SrI2         | orthorhombisch | Pbca (Nr. 61)             | 1522    | 822    | 790    | – | 8 |
| Dihydrat                                                             | SrI2 · 2 H2O | orthorhombisch | Pcmn (Nr. 62, Stellung 4) | 1558,05 | 434,03 | 988,14 | – | 4 |
| Hexahydrat                                                           | SrI2 · 6 H2O | trigonal       | P3 (Nr. 147)              | 851     | –      | 429    | – | 2 |

## Verwendung
Strontiumiodid wird seit einiger Zeit für Szintillator-Kristalle genutzt. Die Eigenschaften solcher Strontiumiodid-Szintillatoren sind für medizinische Zwecke und auch für sicherheitsrelevante Anwendungen erwünscht, um damit Isotope identifizieren und unterscheiden zu können.